# Halk Bankası Spor Kulübü 2016-2017 (pallavolo femminile)
Questa voce raccoglie le informazioni riguardanti l'Halk Bankası Spor Kulübü nelle competizioni ufficiali della stagione 2016-2017.

## Organigramma societario
Area direttiva
- Presidente: Selahattin Süleymanoğlu

Area tecnica
- Allenatore: Cengiz Akarçeşme
- Allenatore in seconda: Haktan Balin
- Assistente allenatore: Emre Altundağ
- Scoutman: Ali Rıza Metin

## Rosa
| N° | Nome              | Ruolo | Data di nascita  | Nazionalità sportiva |
| -- | ----------------- | ----- | ---------------- | -------------------- |
| 1  | Wilma Salas       | S     | 9 marzo 1991     | Cuba                 |
| 2  | Ceyda Durukan     | C     | 8 aprile 1994    | Turchia              |
| 3  | Seda Uslu         | P     | 30 ottobre 1993  | Turchia              |
| 6  | Derya Çayırgan    | L     | 9 ottobre 1987   | Turchia              |
| 7  | Selda Ilgın       | S     | 5 gennaio 1999   | Turchia              |
| 8  | Eylül Akarçeşme   | L     | 1º ottobre 1999  | Turchia              |
| 10 | Ana Starčević     | S     | 24 marzo 1986    | Croazia              |
| 11 | Aslıhan Kılıç     | P     | 21 aprile 1998   | Turchia              |
| 12 | Hande Şimşek      | C     | 4 luglio 1995    | Turchia              |
| 13 | Yeliz Askan       | O     | 13 agosto 1987   | Turchia              |
| 14 | Elif Demirel      | P     | 23 marzo 2001    | Turchia              |
| 15 | Julija Grigor'eva | C     | 16 novembre 1986 | Russia               |
| 16 | Duygu Doğan       | C     | 8 settembre 1998 | Turchia              |
| 17 | Tutku Yüzgenç     | O     | 15 gennaio 1999  | Turchia              |
| 18 | Fulden Ural       | S     | 3 gennaio 1991   | Turchia              |

## Statistiche

### Statistiche di squadra
| Competizione     | Punti | In casa | In casa | In casa | In trasferta | In trasferta | In trasferta | Totale | Totale | Totale |
| Competizione     | Punti | G       | V       | P       | G            | V            | P            | G      | V      | P      |
| ---------------- | ----- | ------- | ------- | ------- | ------------ | ------------ | ------------ | ------ | ------ | ------ |
| Sultanlar Ligi   | 29,05 | 14      | 7       | 7       | 15           | 3            | 12           | 29     | 9      | 20     |
| Coppa di Turchia | -     | 1       | 1       | 0       | 1            | 0            | 1            | 3      | 1      | 2      |
| Totale           | -     | 15      | 8       | 7       | 16           | 3            | 13           | 32     | 10     | 22     |

G = partite giocate; V = partite vinte; P = partite perse

### Statistiche dei giocatori
| Giocatrice    | Campionato | Campionato | Campionato | Campionato | Campionato | Coppa di Turchia | Coppa di Turchia | Coppa di Turchia | Coppa di Turchia | Coppa di Turchia | Totale | Totale | Totale | Totale | Totale |
| Giocatrice    | P          | PT         | AV         | MV         | BV         | P                | PT               | AV               | MV               | BV               | P      | PT     | AV     | MV     | BV     |
| ------------- | ---------- | ---------- | ---------- | ---------- | ---------- | ---------------- | ---------------- | ---------------- | ---------------- | ---------------- | ------ | ------ | ------ | ------ | ------ |
| E. Akarçeşme  | 13         | 1          | 0          | 1          | 0          | 0                | 0                | 0                | 0                | 0                | 13     | 1      | 0      | 1      | 0      |
| Y. Askan      | 14         | 71         | 64         | 7          | 0          | -                | -                | -                | -                | -                | 14     | 71     | 64     | 7      | 0      |
| D. Çayırgan   | 29         | 0          | 0          | 0          | 0          | 3                | 1                | 1                | 0                | 0                | 32     | 1      | 1      | 0      | 0      |
| E. Demirel    | 1          | 0          | 0          | 0          | 0          | 0                | 0                | 0                | 0                | 0                | 1      | 0      | 0      | 0      | 0      |
| D. Doğan      | 12         | 16         | 7          | 7          | 2          | 1                | 4                | 2                | 2                | 0                | 13     | 20     | 9      | 9      | 2      |
| C. Durukan    | 20         | 91         | 64         | 17         | 10         | 1                | 2                | 0                | 1                | 1                | 21     | 93     | 64     | 18     | 11     |
| J. Grigor'eva | 26         | 198        | 119        | 59         | 20         | 3                | 22               | 17               | 3                | 2                | 29     | 220    | 136    | 62     | 22     |
| S. Ilgın      | 9          | 6          | 4          | 1          | 1          | 0                | 0                | 0                | 0                | 0                | 9      | 6      | 4      | 1      | 1      |
| A. Kılıç      | 29         | 47         | 9          | 9          | 29         | 2                | 1                | 0                | 0                | 1                | 31     | 48     | 9      | 9      | 30     |
| W. Salas      | 26         | 513        | 462        | 26         | 25         | 3                | 50               | 44               | 2                | 4                | 29     | 563    | 506    | 28     | 29     |
| H. Şimşek     | 27         | 107        | 62         | 29         | 16         | 2                | 6                | 4                | 1                | 1                | 29     | 113    | 66     | 30     | 17     |
| A. Starčević  | 26         | 386        | 327        | 25         | 34         | 3                | 33               | 25               | 6                | 2                | 29     | 419    | 352    | 31     | 36     |
| F. Ural       | 22         | 102        | 82         | 7          | 13         | 1                | 1                | 1                | 0                | 0                | 23     | 103    | 83     | 7      | 13     |
| S. Uslu       | 26         | 30         | 13         | 6          | 11         | 3                | 8                | 4                | 3                | 1                | 29     | 38     | 17     | 9      | 12     |
| T. Yüzgenç    | 28         | 206        | 155        | 31         | 20         | 3                | 29               | 23               | 6                | 0                | 31     | 235    | 178    | 37     | 20     |

P = presenze; PT = punti totali; AV = attacchi vincenti; MV = muri vincenti; BV = battute vincenti